# Abbazia di Grafschaft
L'abbazia di Grafschaft è un antico monastero benedettino situato nel territorio di Schmallenberg.

## Storia
L'abbazia benedettina di Grafschaft sorge ai piedi del Wilzenberg e fu fondata nel 1072 da Annone, arcivescovo di Colonia. I primi monaci provenivano dall'abbazia di Siegburg, fondata dallo stesso Annone. Distrutta da un incendio nel 1270, fu presto ricostruita.
Dopo una fase di declino, nel 1508 il monastero entrò a far parte della congregazione di Bursfelde e fu riformato.
Tra il 1729 e il 1742, gli edifici furono rifatti in stile barocco: la chiesa abbaziale fu nuovamente consacrata nel 1747.
Il monastero fu dissolto e secolarizzato nel 1804 e nel 1827 gli edifici furono acquistati dai baroni Fürstenberg: la chiesa, ormai in pessime condizioni, dovette essere abbattuta.
Nel 1947 gli edifici passarono alle suore borromee di Trebnitz, in Slesia, che ne fecero un ospedale e la sede della casa-provincializia e del noviziato per la Germania settentrionale. Le suore di Grafschaft diedero poi inizio a una congregazione autonoma.